# Кијев у Минијатури
Кијев у минијатури (укр. Київ в мініатюрі) је парк минијатура, смештен у Кијеву у области Хидропарка. Изложени су модели кијевских грађевина, у размери 1:33. Површина парка је 1.8 хектара. Отворен је 23. јуна 2006.
Парк минијатура се налази на венецијанском острву на реци Дњепар.

## Минијатуре
У парку се налази 48 минијатура, значајних украјинских и кијевских архитектонских знаменитости, укључујући Трг независности и Хрешчатик, Кијевско-Печерску лавру, Манастир Светог Михајла са златном куполом, Златну капију, Саборни храм Свете Софије, Споменик Мајке Отаџбине, Кијевску путничку железничку станицу, Аеродром Бориспољ и друге. Већина грађевина је из Кијева, али у парку су и зграде из Лавова, Доњецка, Одесе, Крима и других украјинских градова. Занимљиво је приметити разлике у архитектонским стиловима између различитих региона Украјине, будући да се славенски и италијански стилови Кијева супротстављају чврстим централно-европским грађевинама Лавова, које више личе на швајцарске или немачке. Поред тога, стварни план и распоред зграда није примењен у потпуности, што омогућава разгледање свих најимпозантнијих знаменитости на једном месту.
За израду свих 48 грађевина биле су потребне скоро четири године. Сви модели су направљени од модерног синтетичког материјала.
Изложени модели захтевају сталну негу јер су подложни утицајима околине. Тим од 20 стручњака ради на стварању нових грађевина и сервисирању постојећих модела. Споменици најпознатијих личности из области културе, политике и уметности Украјине смештени су у парковима и трговима мини Кијева, а на аеродрому Бориспил слеће пет авиона из различитих делова света. У овом тренутку, популација мини Кијева има 700 становника и свакодневно расте.

## Галерија
- Манастир Светог Михајласа златним куполама, укључујући споменик принцези Олги
- Трг независности
- Аеродром Бориспољ
- Мостови